# Johann Ludolph Forchhammer
Johann Ludolph Forchhammer (* 12. Oktober 1764 in Rabenkirchen; † 13. Juli 1810 in Tondern) war ein Pädagoge.

## Leben
Johann Ludolph Forchhammer war ein Sohn von Thomas Forchhammer (* 9. Juni 1726 in Hattstedt; † 17. August 1771 in Rabenkirchen), der seit 1759 Pastor war. Seine Mutter namens Johanna Dorothea, geborene Harboe (* 14. August 1742 in Töstrup; † 29. Mai 1789 in Husum) war eine Tochter des Pastors Johannes Harboe (1714–1744). Er besuchte die Gelehrtenschule in Husum und begann 1784 ein Theologiestudium an der Universität Kiel. Im Jahre 1788 erhielt er eine Stelle als Kollaborator an der Gelehrtenschule in Husum. 1790 absolvierte er das theologische Examen. 
Im Jahre 1791 heiratete Forchhammer Margaretha Elisabeth Wiggers (getauft am 3. Juni 1761 in Husum; † 21. Februar 1857 in Tondern), mit der er sechs Söhne, darunter Johann Georg und Peter Wilhelm, sowie eine Tochter hatte. Seine Ehefrau war eine Tochter des Mediziners Georg Wiggers (1712–1803). Im selben Jahr gründete er im eigenen Haus eine Privatschule nebst Internat. Im Jahre 1803 übernahm er als Rektor die Bürgerschule und das Lehrerseminar in Tondern.

## Wirken
Forchhammer war ein Aufklärer. Er richtete in Tondern eine neue Bürgerschule ein und reformierte das dortige Seminar. Bei seinem Dienstbeginn hatte die Einrichtung 20 Schüler, bei seinem Lebensende 80. Er formulierte in mehreren Beiträgen nüchtern und fundiert, wie man das Schulwesen verbessern könne und wendete diese modernen Methoden teilweise in seiner Privatschule an. Er forderte, dass die Geistlichkeit die Schulaufsicht abgeben solle. Lehrkräfte sollten besser entlohnt und umfassender ausgebildet werden, so der Pädagoge.
Forchhammer forderte, mehr Schulen mit hygienischen Räumlichkeiten einzurichten und die Klassenstärke auf maximal 20 Schüler zu begrenzen. Er setzte sich für neue Sportplätze und bessere Lehrbücher ein und wollte die Dezimalrechnung einführen und das mechanische Lernen abschaffen. Außerdem sollten die Kontakte von Eltern und Schule besser gepflegt werden. Darüber hinaus stellte er erste Überlegungen an, in Schleswig-Holstein einen Lehrerverein zu gründen.